# Dongfeng Peugeot-Citroën
Dongfeng Peugeot-Citroën (до 2021 года Dongfeng Peugeot-Citroën Automobile Co., Ltd. (DPCA)) — совместное предприятие Dongfeng Motor Corporation и Stellantis (PSA Peugeot Citroen) со штаб-квартирой в Ухане.

## История
Бренды Peugeot и Citroën по отдельности пытались выйти на рынок Китая в 1980-х годах. Продажи Citroën CX начались в 1984 году. В то время Citroën конкурировал с Volkswagen за контракт на «большой автомобиль» с SAIC Motor, и Volkswagen выиграл, инвестировав 2 миллиарда долларов на рынок Китая с 1984 по 1998 год. Результаты Peugeot также были неважными. В 1985 году было создано совместное предприятие с правительством Гуанчжоу, Guangzhou Peugeot Automobile Company, которое выпустило Peugeot 505 и прекратило своё существование в 1997 году.
Нынешний автопроизводитель Dongfeng Peugeot-Citroën появился благодаря второму шансу выхода Citroën на рынок, предоставленному «Second Auto Works» (Dongfeng) в 1992 году. Понимая, что у него нет линейки потребительских товаров, государственный производитель автомобилей Dongfeng Motor Corporation первоначально обратился к Toyota в надежде создать совместное предприятие, но получил отказ, что привело к получению аналогичного предложения Citroën. Сообщалось, что переговоры проходили в Париже ещё в 1980-х годах, а соглашение было достигнуто в 1990 году. Однако проект был отложен на два года из-за сопротивления французского правительства после резни на площади Тяньаньмэнь, и он стартовал только в 1992 году. Первоначально называвшееся Dongfeng Citroën Automobile Company (DCAC), это совместное предприятие располагалось в Ухане. Его первым продуктом был хэтчбек, построенный из полукомплектных комплектующих, ZX Fukang, и к 1996 году производственная мощность достигла 150000 единиц в год, а второй продукт, седан Fukang 988, был добавлен в 1998 году. Проект, возможно, не имел большого успеха из-за ограниченной линейки продуктов и задержек с самого начала. Кроме того, ранняя зависимость от промышленной базы Шанхая для запчастей местного производства, возможно, оказалась препятствием; по крайней мере, для развития собственного промышленного кластера Уханя. К 1997 году DCAC насчитывала среди своих поставщиков комплектующих на 80% больше шанхайских фирм, чем тех, что базировались в Ухане, и в начале 2000-х годов 50% запчастей местного производства продолжали поступать из Шанхая.
В 2002 году был представлен первый продукт под брендом Peugeot, и совместное предприятие было переименовано в Dongfeng Peugeot-Citroën Automobile (DPCA). В том же году было создано совместное предприятие с равным участием его французской и китайской компаний-учредителей, но только в 2004 году китайские и французские банки ослабили контроль над фирмой, и по 50% акций получили Dongfeng и PSA Peugeot Citroën.

Хотя большинство текущих предложений представляют собой версии автомобилей, доступных на других рынках, некоторые автомобили были адаптированы для лучшего удовлетворения местного спроса, например, хэтчбеки стали иметь трехдвёрный дизайн. Один автомобиль, продававшийся под названием Citroën C2, был значительно переработан.

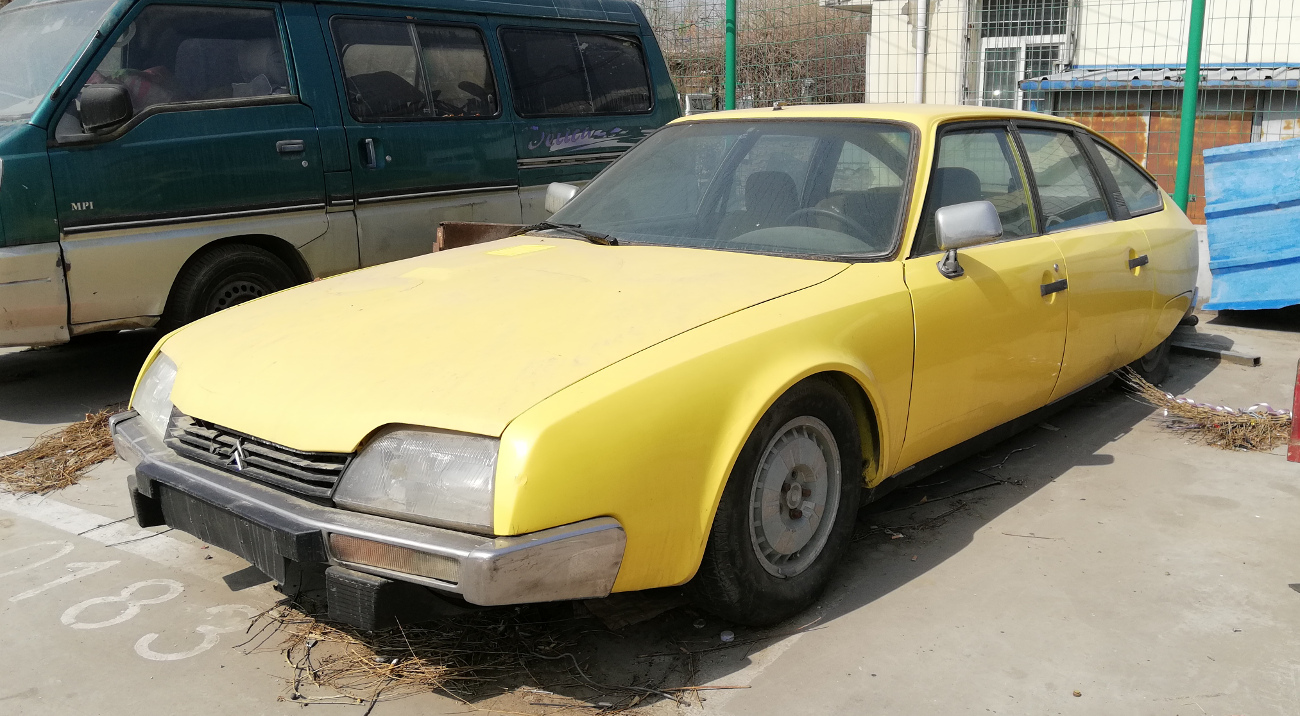
1984 Citroën CX в Пекине
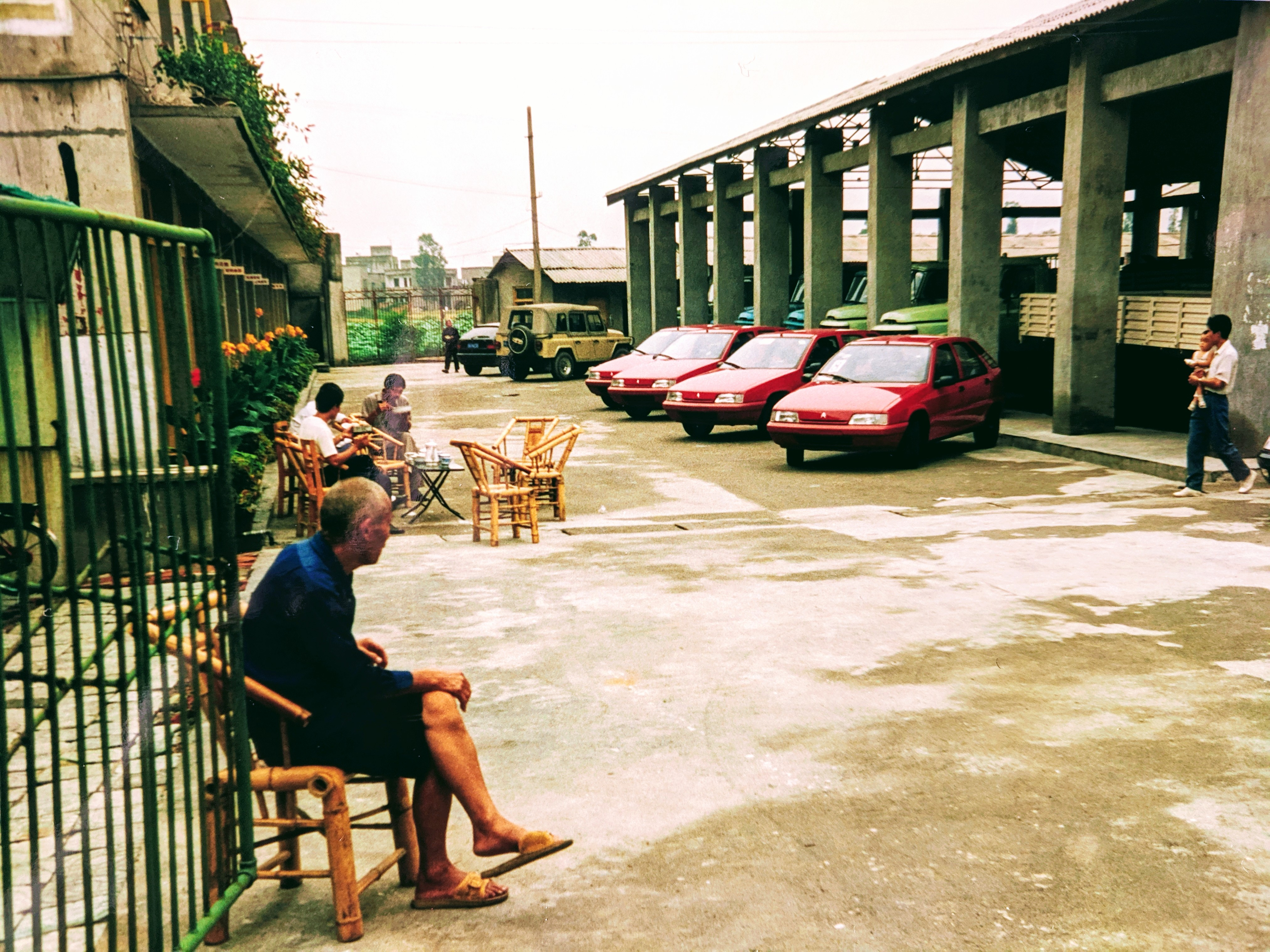
1994 Citroën ZX Fukang
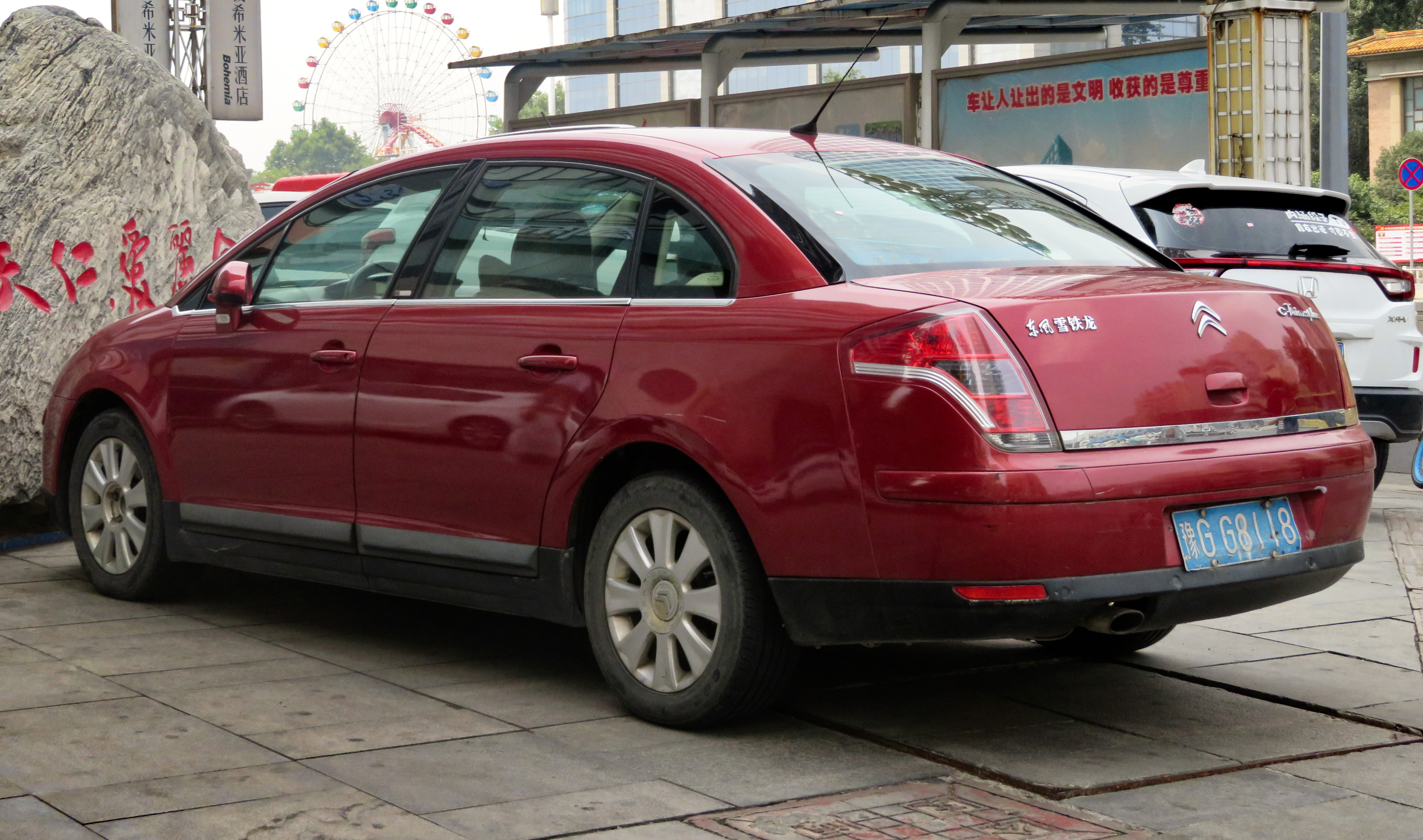
2007 Dongfeng-Citroën C-Triomphe
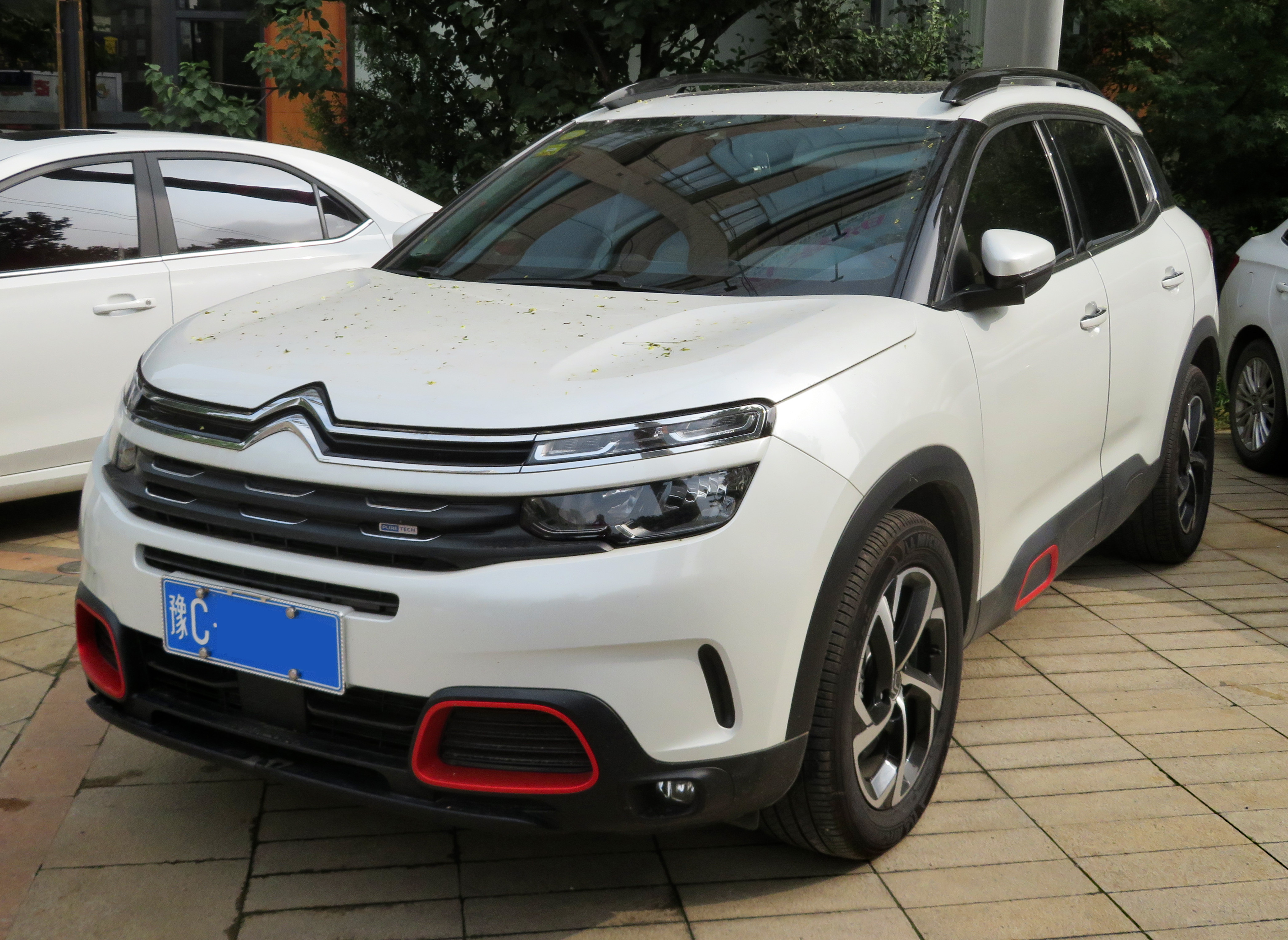
2018 Citroën C5 Aircross

## Продажи
| Год  | Продано |
| ---- | ------- |
| 1996 | 7200    |
| 1997 | 28 000  |
| 1998 | 33 400  |
| 1999 | 44 300  |
| 2000 | 52 000  |
| 2001 | 53 200  |
| 2002 | 85 100  |
| 2003 | 103 100 |
| 2004 | 89 100  |
| 2005 | 140 400 |
| 2006 | 201 318 |
| 2007 | 207 500 |
| 2008 | 189 162 |
| 2009 | 272 000 |
| 2010 | 376 000 |
| 2011 | 404 437 |
| 2012 | 436 500 |
| 2013 | 550 500 |
| 2014 | 734 000 |
| 2015 | 719 000 |
| 2016 | 597 873 |
| 2017 | 377 547 |
| 2018 | 253 000 |
| 2019 | 113 600 |
| 2020 | 49 700  |
| 2021 | 100 600 |
| 2022 | 127 000 |

## Галерея

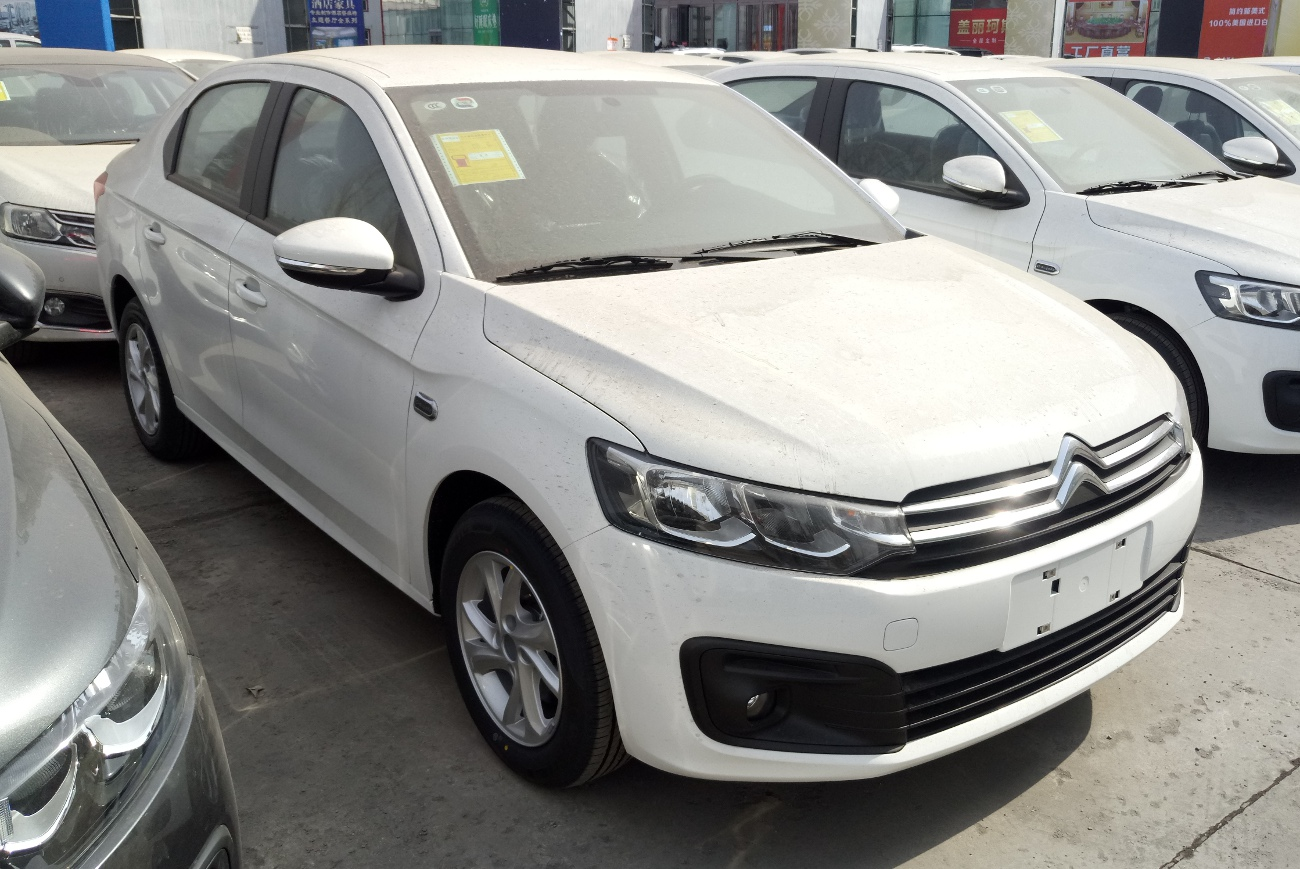
Citroën C-Elysée (DPCA)
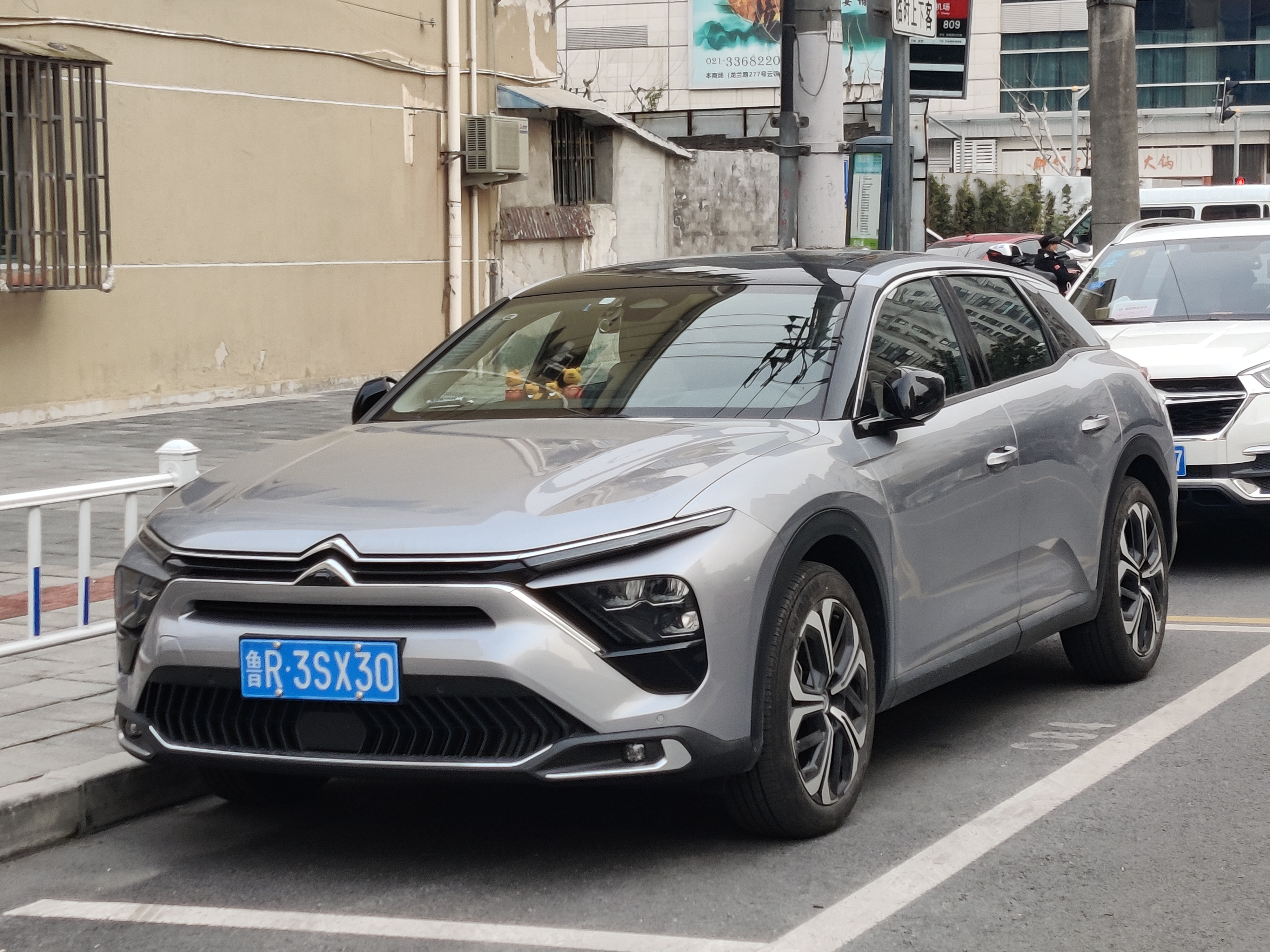
Citroën C5 X
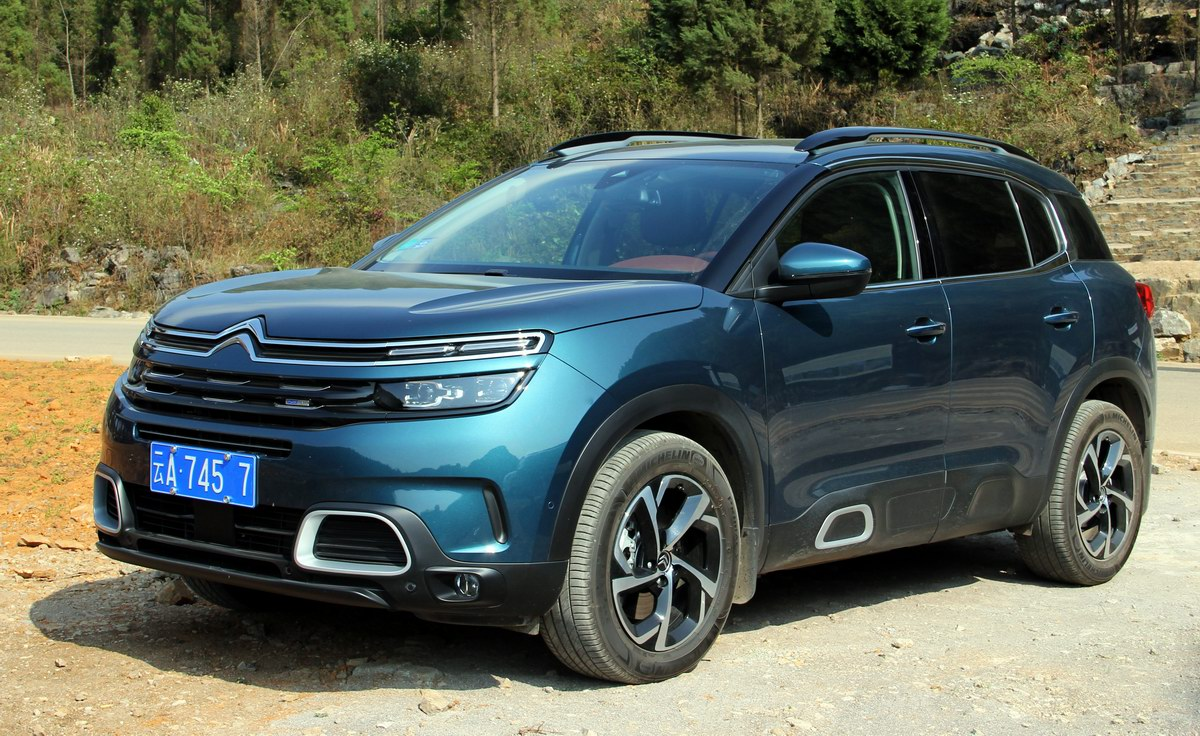
Citroën C5 Aircross (380THP)
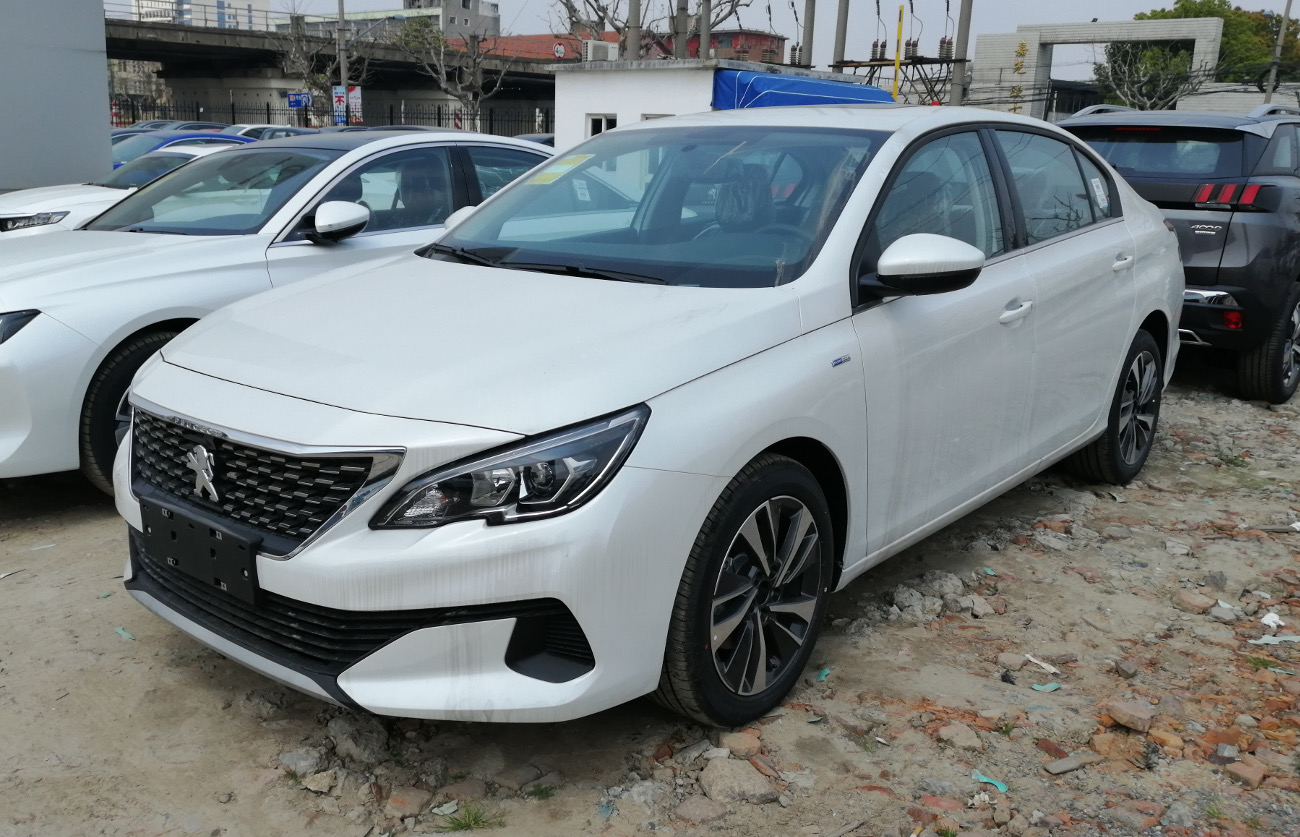
Peugeot 408
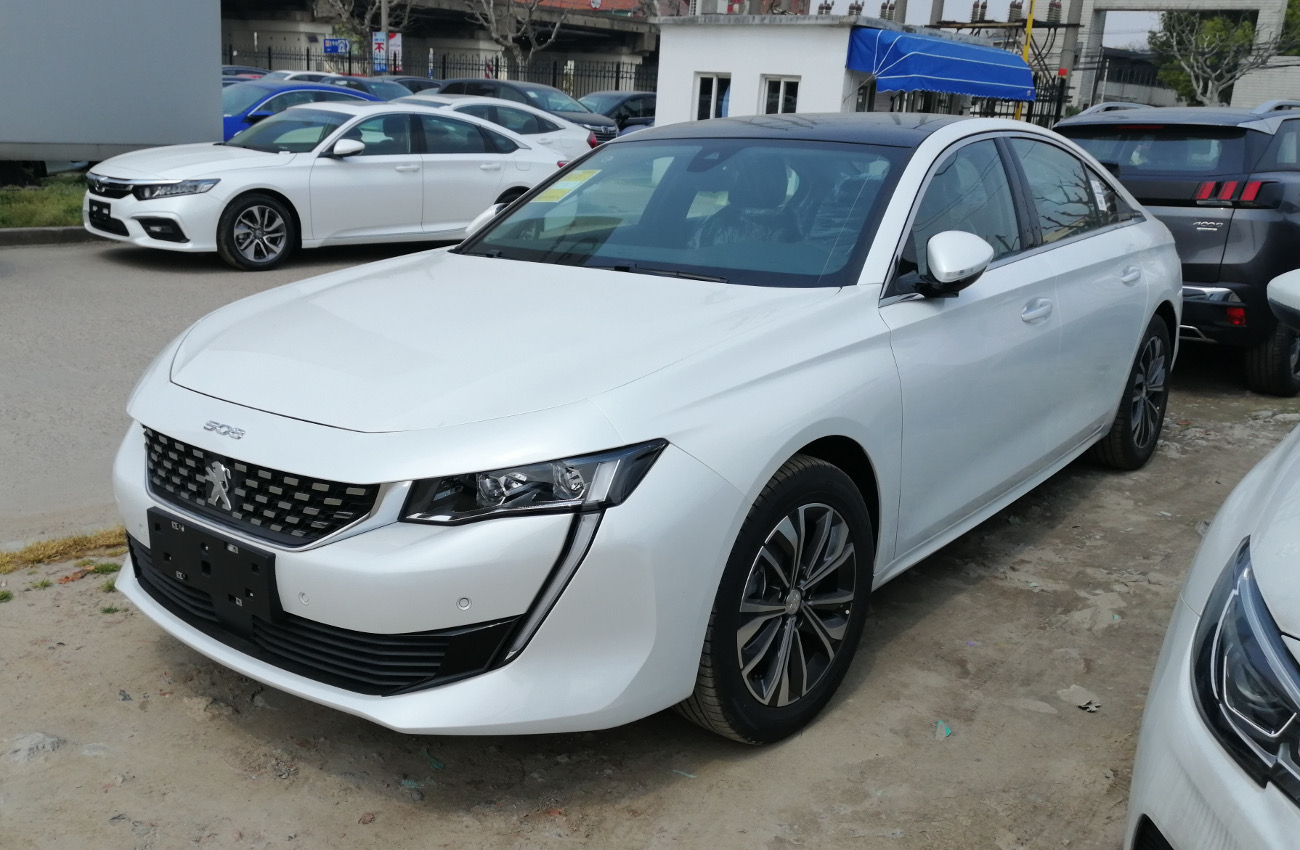
Peugeot 508L